# Alexei Koledajew
Alexei Nikolajewitsch Koledajew (russisch Алексей Николаевич Коледаев; * 27. März 1976 in Ust-Kamenogorsk, Kasachische SSR) ist ein kasachischer Eishockeyspieler, der seit 2015 beim HK Sachalin in der Asia League Ice Hockey unter Vertrag steht.

## Karriere
Alexei Koledajew begann seine Karriere als Eishockeyspieler in der Nachwuchsabteilung von Torpedo Ust-Kamenogorsk. Von dort aus wechselte er zu Metallurg Nowokusnezk, für dessen Profimannschaft der Verteidiger zunächst in der Saison 1995/96 in der Internationalen Hockey-Liga auflief sowie anschließend neun Jahre lang in deren Nachfolgewettbewerb, der russischen Superliga. Daraufhin spielte er zwei Jahre lang für Metallurgs Ligarivalen HK Sibir Nowosibirsk, ehe er die Saison 2007/08 bei seinem Heimatverein Kaszink-Torpedo Ust-Kamenogorsk in der Wysschaja Liga, der zweiten russischen Spielklasse, verbrachte. 
Von 2008 bis 2011 spielte Koledajew erneut für Metallurg Nowokusnezk, diesmal in der neu gegründeten Kontinentalen Hockey-Liga. Zur Saison 2011/12 kehrte er ein weiteres Mal zu Torpedo Ust-Kamenogorsk in Wysschaja Hockey-Liga zurück. Dort spielte er – unterbrochen von einer Spielzeit beim Ligakonkurrenten HK Sokol Krasnojarsk – bis 2015. Anschließend wechselte er zum HK Sachalin, dem einzigen russischen Team in der Asia League Ice Hockey.

### International
Im Juniorenalter spielte Koladejew bei der U18-Eishockey-Meisterschaft Asiens und Ozeaniens 1994 teil, die er mit der kasachischen Auswahl gewinnen konnte.
Für Kasachstan nahm Koledajew im Herren-Bereich an der Weltmeisterschaft 1999 und nach Umstellung auf das heutige Divisionssystem an den Weltmeisterschaften der Division I 2011 sowie der Top-Division 2005, 2006 und 2010 teil. Zudem stand er im Aufgebot seines Landes bei den Olympischen Winterspielen 2006 in Turin und den Winter-Asienspielen 2011. Bei Letzteren gewann er mit seiner Mannschaft die Goldmedaille.

## Erfolge und Auszeichnungen
- 1994 Goldmedaille bei der U18-Eishockey-Meisterschaft Asiens und Ozeaniens
- 2011 Goldmedaille bei den Winter-Asienspielen
- 2011 Aufstieg in die Top-Division bei der Weltmeisterschaft der Division I, Gruppe B

## KHL-Statistik
(Stand: Ende der Saison 2010/11)